# 1740
Cette page concerne l'année 1740  du calendrier grégorien. Pour l'année 1740 av. J.-C., voir 1740 av. J.-C.
L'année 1740 est une année bissextile qui commence un vendredi.

## Événements

### Afrique
- 13 mai : assiégé à Kairouan, le bey de Tunis renversé en 1735 Hussein Ier Bey est capturé et décapité sur ordre de son petit-neveu Younès[2].

- Les Ashanti atteignent la côte par conquêtes successives. Opokou Waré, successeur d’Osei Toutou détruit Bono-Mansou (Ghana actuel)[3]. Le commerce de l’or, de la noix de kola (ou cola) et des esclaves permet à une civilisation brillante de s’épanouir dans le royaume Achanti et chez leurs voisins (Agni, Baoulé, Pokou…)
- Début du règne de Tegbessou, roi du Dahomey (fin en 1774)[4].
- Au début du XVIIIe siècle, le sultan du Baguirmi a conduit plusieurs expéditions contre le Borkou et le Kaouar, mais le sultanat est entouré de deux puissants royaumes, le Bornou et le Ouadaï. En 1740, à la suite d'une campagne militaire difficile, il doit se reconnaître pour un temps vassal du Bornou[5].

### Amérique
- 22 février : Pierre Céloron de Blainville, avec une centaine de soldats et de miliciens canadiens ainsi que 200 Amérindiens alliés, attaque les Chickasaws (près de la ville actuelle de Memphis, Tennessee). Ces derniers signent la paix[6].
- 13 juin - 20 juillet : échec du siège de Saint Augustine en Floride par les Britanniques[7].
- Août : le cardinal Fleury envoie deux escadres en Amérique pour aider l'Espagne en conflit avec la Grande-Bretagne[8] (Guerre de l'oreille de Jenkins aux Antilles).
- 18 septembre : George Anson, chargé d'une expédition contre les colonies espagnoles, commence son voyage autour du monde (fin en 1744)[9].

### Asie
- 10 avril : le nabab (gouverneur) du Bengale Sarfaraz Khan (en) est vaincu et tué à la bataille de Giria par le Nazim du Bihar Ali Vardi Khan, qui s'intronise vice-roi et règne sur le Bihar, le Bengale et l'Orissa (1741) jusqu'à sa mort le 1er avril 1756[10]. Il se déclare indépendant des Moghols et interrompt ses versements au Trésor impérial de Delhi.

- 20 mai : Dost Ali khan, nabab du Carnatic, est vaincu et tué avec son fils par les Marathes. Ses filles et sa veuve se réfugient à Pondichéry auprès de Pierre-Benoît Dumas, gouverneur de la Compagnie française des Indes orientales[11].

- 25 juin, Satara (Inde) : le peshwâ Balaji Baji Rao succède à son père Bajirao Ier, mort le 28 avril[12]. Il matera une révolte déclenchée contre lui par le roi des Marathes et deviendra en 1757 le véritable maître de la confédération. Le roi confirmera l’hérédité de la fonction de peshwâ des Marathes (fin en 1761).

- 22 septembre : l’usurpateur iranien Nâdir Shâh prend Boukhara puis Khiva le 23 décembre[13].

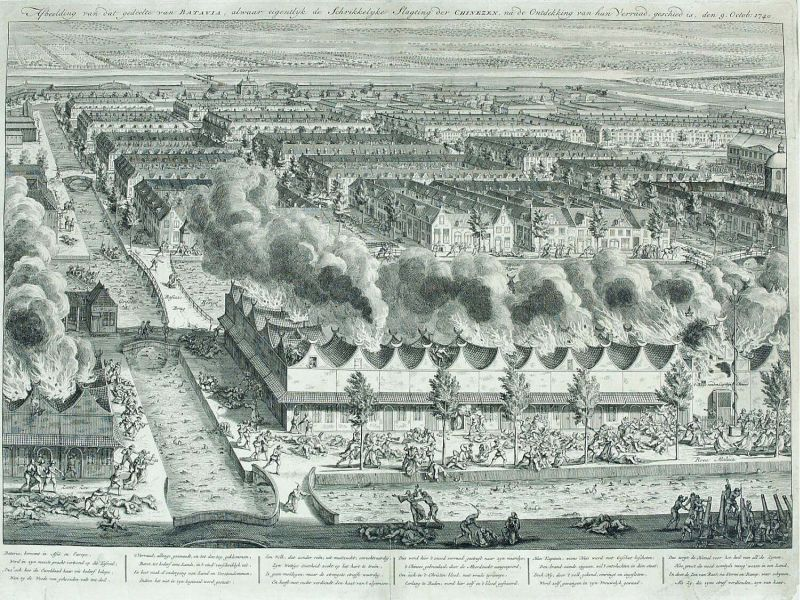
9 octobre : massacre de Batavia.

- 9 octobre : massacre des Chinois résidant à Batavia par la VOC[14]. Ceux qui ont pu s’enfuir ou résident en dehors de la ville prennent les armes. Les princes javanais rejoignent l’insurrection, et la révolte est générale. Kartasura et Rembang tombent aux mains des insurgés. Surabaya est menacée. Il faut deux ans et le rassemblement à Java de tous les effectifs disponibles pour rétablir l’ordre. Le royaume de Mataram, qui a soutenu les révoltés, est menacé.
- Novembre : révolte des Môns en Birmanie. Ils installent à Pegu un souverain de leur choix, Smin Dhaw. le 4 décembre, ils occupent le port de Thanlyin[15].
- 24 décembre, Gyantsé : retour du capucin Francesco della Penna au Tibet avec Fra Cassiano da Macerata qui laissera un journal et des croquis d’un grand intérêt historique et ethnographique. La mission des capucins s’achève en 1741 faute de soutien financier et face à l’hostilité du clergé bouddhique[16].

### Europe
- Hiver rigoureux, suivi d’un printemps et d’un été froid dans les Pays-Bas autrichiens. Mauvaises récoltes. Disette et émeutes de subsistance à Liège. Crise de subsistance en Suède (1740-1743). Famine en Irlande (juin 1740-juin 1741)[17].

- 5 février : Rome échoue dans sa tentative d’annexer la république de Saint-Marin. Le légat Jules Alberoni est désavoué[18].
- 31 mai : début du règne de Frédéric II de Prusse (fin en 1786)[19]. Il institue la tolérance religieuse et supprime la torture (3 juin[20]) en Prusse.
- 1er juin : Royaume-Uni entrée en vigueur du Plantation Act, Loi sur la nationalité dans les colonies américaines

- 17 août : élection du pape Benoît XIV (fin de pontificat en 1758)[21].
- 16 octobre (5 octobre du calendrier julien) : Ivan Antonovitch est adopté par sa grand-tante Anna Ivanovna qui le désigne comme successeur[22].
- 20 octobre : la mort de l’empereur Charles VI sans héritiers mâles déclenche la guerre de Succession d'Autriche entre la France, l’Espagne, la Saxe, la Bavière et la Prusse contre la Grande-Bretagne et les Pays-Bas (fin en 1748)[23]. Marie-Thérèse, âgée de 23 ans, s’appuyant sur la Pragmatique Sanction, monte sur le trône des Habsbourg (fin en 1780).
  - L’électeur de Bavière (3 novembre[24]) et l’électeur de Saxe, faisant valoir les droits de leurs épouses, respectivement cousine et sœur aînée de Marie-Thérèse, mobilisent. La France soutient la Bavière tandis que la Prusse appuie la Saxe.
  - Philippe V d'Espagne veut profiter de l’affaiblissement de l’Autriche pour récupérer les possessions italiennes de l’Espagne, perdues au traité d'Utrecht.
  - Frédéric II de Prusse fait valoir ses droits sur la Silésie au nom de sa femme, nièce de Charles VI.
- 28 octobre (17 octobre du calendrier julien) : début du règne d'Ivan VI de Russie, proclamé tsar à l’âge de deux mois sous la tutelle de Biron, favori d’Anna Ivanovna[22].
- 19 novembre, Russie (8 novembre du calendrier julien) : le général Burckhardt de Munnich fait arrêter Biron qui est emprisonné à Schlüsselburg. Anna Léopoldovna, mère de l’empereur, est proclamée régente (fin en 1741). Münnich devient Premier ministre.
- 20 novembre : Marie-Thérèse associe au pouvoir son époux François de Toscane[1]
- 13 décembre : première guerre de Silésie. Frédéric II de Prusse entre en Silésie sans préparation diplomatique et sans déclaration de guerre. Ses troupes sont bien accueillies par la population majoritairement protestante[23].

- Première publication du Fragment de Muratori[25].

## Naissances en 1740
- 17 février : Horace-Bénédict de Saussure, naturaliste et géologue, il est considéré comme le fondateur de l'alpinisme († 22 janvier 1799).

- 2 mars : Nicholas Pocock, peintre anglais († 9 mars 1821).
- 11 mars : Carl Gustav Gottfried Hilfeling, peintre suédois († 22 octobre 1823).

- 2 avril : Armand-Gaston Camus, avocat, jurisconsulte et homme politique français († 2 novembre 1804).
- 27 avril : Antoine Vestier, peintre français († 1824).

- 2 juin : Marquis de Sade, écrivain français († 2 décembre 1814).
- 24 juin : Père Juan Ignacio Molina, prêtre jésuite et naturaliste chilien († 12 septembre 1829).
- 27 juin :
  - John Latham, médecin, naturaliste et écrivain britannique († 4 février 1837).
  - James Woodforde, pasteur anglican et diariste anglais († 1er janvier 1803).
- 15 juillet : Pierre Melchior d'Adhémar, militaire et administrateur français des XVIIIe et XIXe siècles († 2 septembre 1821).

- 9 août : Giovanni Cristofano Amaduzzi (Amadutius), religieux, universitaire, philosophe et érudit italien († 21 janvier 1792).
- 23 août : Ivan VI de Russie, tsar de Russie de 1740 à 1741 († 16 juillet 1764).
- 26 août : Joseph-Michel Montgolfier, inventeur français († 1810).
- ? août : Herman Hoogewal, homme politique néerlandais († 6 octobre 1815).

- 3 septembre : Antoine Gramusset, ressortissant français établi au Chili vers la fin de l’ère coloniale († 1784).
- 17 septembre : John Cartwright, officier de marine et homme politique britannique  († 23 septembre 1824).

- 20 octobre :
  - Carlo Francesco Maria Caselli, cardinal italien († 19 avril 1828).
  - Belle de Zuylen, écrivain français († 27 décembre 1805).
- 29 octobre : James Boswell, écrivain britannique († 19 mai 1795).
- 31 octobre : Philippe-Jacques de Loutherbourg, peintre franco-anglais († 11 mars 1812).

- Date précise inconnue :
  - Luigi Campovecchio, peintre italien († 1804)
  - Richard Croftes, homme politique britannique († 1783).
  - John Eden, homme politique britannique († 1812).
  - Fernando Ferandiere, guitariste et compositeur espagnol († vers 1816).
  - Jacques-Manuel Lemoine, peintre français († 21 février 1803).
  - George McBeath, homme politique canadien († 3 décembre 1812).
  - Louis-Gabriel Moreau, dessinateur, aquafortiste et peintre français († 12 octobre 1806).

- Vers 1740 :
  - John Lees, homme politique canadien († 4 mars 1807).
  - Clementina Rind, imprimeuse et éditrice de journaux († 25 septembre 1774).

## Décès en 1740
- 6 février : Clément XII. Un long conclave étalé sur deux trimestres élit Benoît XIV, qui sera le pape de l’ouverture (° 7 avril 1652).
- 9 février : Vincent Lübeck, organiste allemand (° septembre 1654).

- 14 mars : Gabriel Audran, peintre et sculpteur français (° 1659).
- 17 mars : Charles Sevin de La Penaye, peintre français (° 16 novembre 1685).
- 31 mars : Rinaldo Botti, peintre italien (° 1658).

- 21 avril : Antonio Balestra, peintre rococo italien (° 12 août 1666).

- 15 mai : Ephraïm Chambers, encyclopédiste britannique (° 1680).
- 31 mai : Frédéric-Guillaume Ier, roi de Prusse (° 14 août 1688).

- 1er juin : Samuel Werenfels, théologien calviniste (1657-1740), professeur à la faculté de Bâle.
- 21 juin : François Chicoyneau, médecin français (° 1er juin 1702).

- 16 juillet : Jan Kupecký, peintre hongrois (° 1667).
- 20 juillet : Giuseppe Antonio Caccioli, peintre italien (° 18 octobre 1672).

- 20 octobre : Charles VI d'Autriche, empereur germanique. Il laisse une situation catastrophique en Autriche (° 1er octobre 1685).
- 28 octobre : Anna Ivanovna, tsarine de Russie (° 7 février 1693).

- Date précise inconnue : Francesco Costa, peintre italien (° 1672).